# Gymnura crebripunctata
La raya mariposa picuda o tuyo picudo (Gymnura crebripunctata) es una especie de raya mariposa perteneciente a la familia Gymnuridae.A pesar de que inicialmente se dudó de la validez de esta especie, estudios posteriores basados en la morfología y en evidencia molecular han demostrado que G. crebripunctata se trata de una especie distinta de G. marmorata.

## Descripción
De forma parecida a otros gimnúridos, estas rayas carecen de aleta caudal y presentan discos muy anchos y una cola muy corta, aunque al contrario que otras especies no presenta aguijón. El tamaño suele ser generalmente pequeño, siendo el máximo tamaño reportado 31 cm de anchura de disco. Las aletas pectorales presentan ápices angulares. El hocico es corto y obtuso, más redondeado en hembras y juveniles que en machos. Presentan ojos muy pequeños y espiráculos profundamente cóncavos. La coloración de su disco romboide es entre marrón y grisácea con un patrón irregular de manchas moteadas en la superficie dorsal, mientras que la parte ventral presenta un color grisáceo mucho más claro y casi blanco.

## Distribución
Se trata de una especie marina tropical que aparece en el océano Pacífico central oriental, desde el Golfo de California a Perú. Poseen una distribución nerítica, ya que son frecuentes en aguas costeras, estuarios y lagunas, y sólo aparecen ocasionalmente en zonas más profundas.

## Ecología
Posee hábitos bentónicos y demersales, y suele encontrarse en sustratos arenosos o fangosos de aguas poco profundas.A pesar de que la dieta no ha sido registrada hasta el momento, es probable que se alimente de peces teleósteos al igual que otras rayas mariposa.

### Biología reproductiva
Las rayas mariposa picudas poseen ovoviviparismo (viviparismo aplacentario), por lo que las crías se alimentan inicialmente de la yema de los huevos y posteriormente de los fluidos uterinos segregados por la madre.

## Estado de conservación
La UICN ha clasificado esta especie en la categoría "casi en peligro" desde 2024. G. crebripunctata es una de las especies de elasmobranquios más comunes en las pescas accidentales de pesquería artesanal en el Golfo de California y la costa pacífica de México. 